# Unciola laminosa
Unciola laminosa är en kräftdjursart. Unciola laminosa ingår i släktet Unciola och familjen Aoridae. Inga underarter finns listade i Catalogue of Life.